# 刘公抗俄碑
刘公抗俄碑，位于中国吉林省柳河县五道沟镇，为一个省级文物保护单位，类型为石刻，公布时间为2007年5月31日。该文物保护单位由柳河县文管所管理。
刘公抗俄碑的历史年代为近代。